# Cyangugu

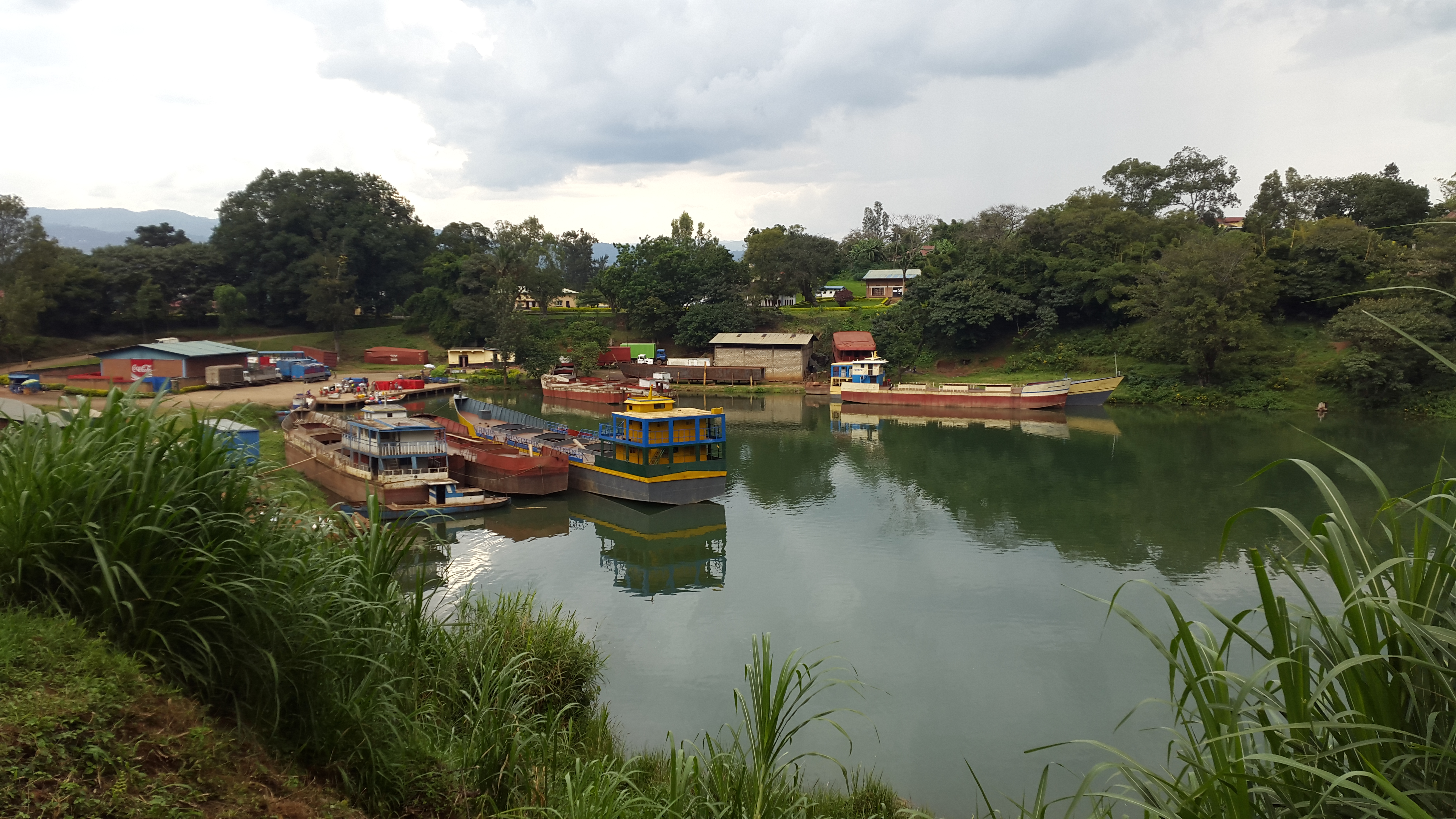
Scheepswerf op het Kivumeer

Cyangugu is een plaats in het zuidwesten van Rwanda aan de zuidkant van het Kivumeer nabij de grens van de Democratische Republiek Congo en de stadsgrens van Bukavu waarvan het enkel gescheiden is door de Rusizi. In 2005 telde de stad 63.883 inwoners. De stad is de districthoofdplaats van het district Rusizi in de provincie Ouest. Vroeger was Cyangugu de provinciehoofdplaats van de gelijknamige (kleinere) provincie.
Cyangugu is bereikbaar via Kamembe Airport. Een alternatief is een lange rit doorheen het nationaal park tot Butare.
De stad is sinds 1981 de zetel van een rooms-katholiek bisdom.

## In de buurt
- Nyamasheke

## Geboren in Cyangugu
- Lies Lefever (Nyamasheke, 1980-2018), Vlaamse cabaretière
- Faustin Twagiramungu (1945-2023), politicus